# 広島県立安芸南高等学校
広島県立安芸南高等学校（ひろしまけんりつ　あきみなみこうとうがっこう）は広島市安芸区矢野西にある県立高校。

## 校訓
- 創造 creativity
- 自立 self-controling
- 健康 healthy

## 部活動
空手道部が強く、全国大会に6度出場したことがある。また、女子は2009年に創部して初めての団体組手で全国大会出場し、2回戦進出した。翌年には男女ともに団体組手で全国大会出場した。
また、2006年の第25回全国高等学校空手道選抜大会に、県内唯一男子団体種目2種目出場を果たしている。その後、2010年第33回広島県新人大会で創部初の全種目中国大会出場決めた。
サッカー部も県内屈指の強豪校である。
2011年から2018年までは、前任の広島県立広島観音高等学校を全国優勝に導いた経験のある、畑喜美夫が顧問を務め、広島県４部の最下位リーグから県１部のトップリーグまで５年で昇格させた。
2019年現在は、前任の広島県立広島皆実高等学校を全国優勝に導いた経験のある、藤井潔が顧問を務めている（前任校では、現在サンフレッチェ広島 増田卓也らを輩出）。

## 最寄駅・最寄バス停
- JR呉線 矢野駅 徒歩15分[1]
- 安芸南高校北バス停 徒歩3分
  - 41（広電バス[2]） 広島バスセンター・市役所前・東雲方面 / 矢野ニュータウン・熊野町・焼山方面
  - 3（広電バス） 矢野駅前・矢野ニュータウン・熊野町・焼山方面
- 安芸南高校前バス停
  - 6 安芸南線（芸陽バス[3]） - 矢野大浜・海田市駅方面
  - 坂町循環バス（坂・北新地線 / 横浜・北新地線 / 小屋浦・北新地線）[4] - 坂町役場・坂駅前方面

## 沿革
- 1986年　開校

## 著名な出身者
- 山本雅士 - プロ野球選手